# Castell d'Orcau
El Castell d'Orcau és un dels castells més ben documentats de tota la Conca Dellà, com els d'Abella i de Llordà. Igual que aquests dos altres castells, la seva situació li permetia un extens domini de territori, ja que controla tant la Conca de Tremp com la Conca Dellà. És a Orcau situat dalt d'un turó de 887 m. alt, de l'antic terme homònim i actual d'Isona i Conca Dellà i, a nivell estatègic, permetia enllaçar visualment els Castell de Mur i Castell de Llordà. És una obra declarada bé cultural d'interès nacional.
Per arribar-hi cal situar-se a la carretera C-1412, que uneix Isona amb Tremp. Molt a prop del desviament cap a Figuerola d'Orcau hi ha el desviament cap a Orcau, que cal seguir fins a arribar al mateix poble i anar cap a la part alta del nucli, des d'on surt un corriol que es va enfilant en ziga-zaga pel vessant sud-oest del turó, per salvar el desnivell de 154 metres que hi ha. El castell és inaccessible pel sud i per ponent.

## Història
El Castell d'Orcau es construeix al voltant del canvi de mil·lenni, quan la frontera separava els comtats catalans dels sarraïns. No només és important pels elements arquitectònics que conté, sinó també per la seva història jurídica i administrativa, ja que és un dels primers dominis documentats on s'observa el pas del règim comtal al feudal.
Fou origen i seu de la baronia d'Orcau, una de les més importants de tot el Pallars Jussà. El primer document que ens en parla és del 1010, i l'esmenta com a castro Orcall. Ramon V, comte de Pallars Jussà el vengué a Arnau Mir de Tost, i aquest el cedí al cap d'un any a la seva filla Valença, que es casà amb el comte, amb la qual cosa el castell d'Orcau tornà de seguida a mans del comte de Pallars Jussà. El 1055 un pacte entre els comtes i Ramon Miró d'Orcau, castlà del castell, deixà de per vida seva el castell del tot en les mans del d'Orcau. Els pactes de renovació s'anaren succeint, i subsistí en el fill del d'Orcau, Tedbald Ramon, i a partir d'ell el senyoriu esdevingué hereditari. El fill de Ramon V de Pallars Jussà, Pere Ramon I, renovà els pactes, incloent-hi la vila de Figuerola d'Orcau. El llinatge visqué el seu moment d'esplendor amb la figura d' Arnau d'Orcau, majordom de Pere III i governador del Rosselló i la Cerdanya (1366-76). El net d'aquest deixà en morir la baronia a mans dels Erill, que fins al 1599 s'intitularen barons d'Erill i d'Orcau, i després comtes, i a partir dels quals s'iniciaren continus canvis en la possessió, fins a arribar als ducs d'Híxar, darrers senyors d'Orcau. Ja per sempre més aquest castell romangué unit a la baronia d'Orcau, fins a l'extinció dels senyorius amb les desamortitzacions del segle xix.
Al llarg del segle xi, quan l'amenaça sarraïna s'allunya d'aquest territori, el castell passa a ser un important centre logístic i militar: d'una banda facilita que s'ocupin les terres de les conques que el voregen i, al mateix temps, és també un castell fronterer entre els dominis del comtat de Pallars i els dominis d'Arnau Mir de Tost.
Fins i tot durant la Guerra civil catalana del segle xv, malgrat que el rei desposseí Joan d'Orcau un temps dels seus béns, cedint-los a Miquel Llordà, fou restituït tot el llegat a Arnau d'Orcau, fill de l'anterior. Al llarg d'aquest període, així com durant la Guerra del Pallars, el castell pren gran protagonisme a causa de l'enfrontament vers el comtat de Pallars.

## Arquitectura

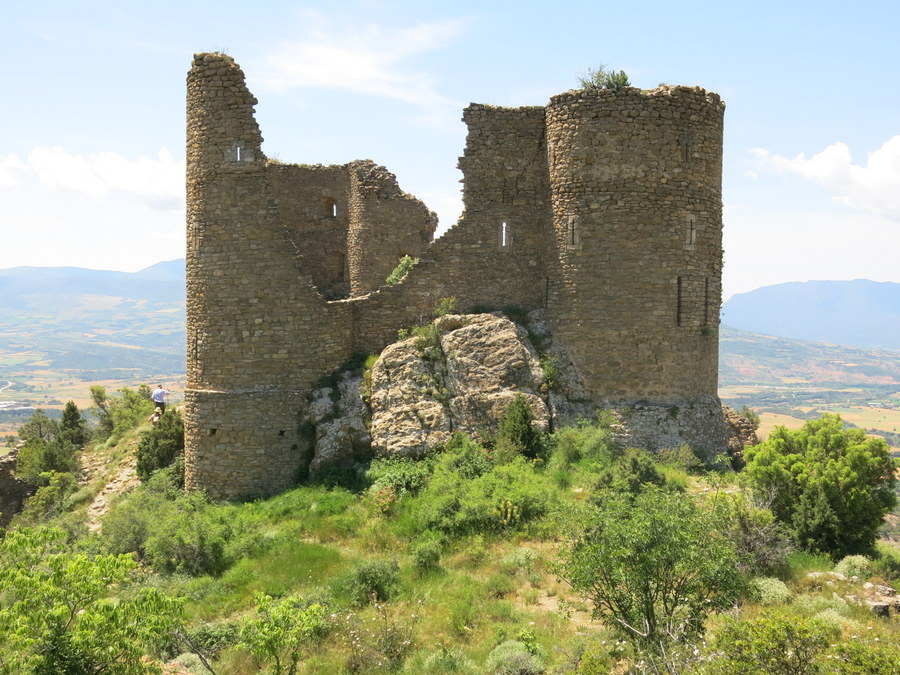
Castell d'Orcau (juny 2016)

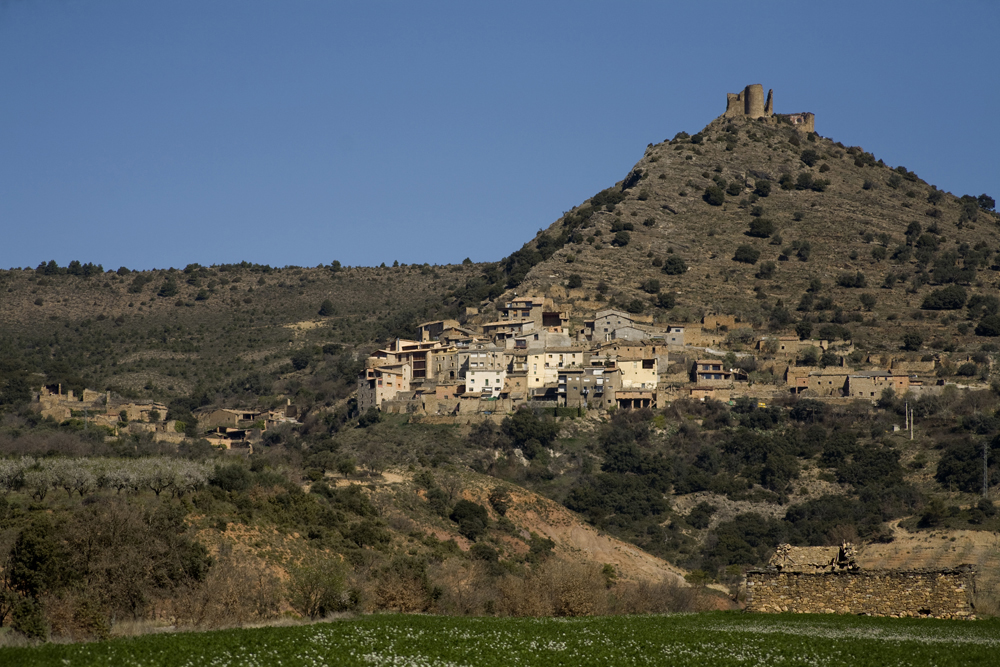
Castell d'Orcau, encimbellat, amb el poble d'Orcau als peus (març 2009)

Al costat del petit poble d'Orcau s'alça un turó coronat per les restes del castell i del recinte fortificat. La construcció és conformada per un doble recinte emmurallat del qual es conserven els fonaments dels murs i torres circulars del perímetre exterior, mentre que de l'interior, més ben conservat, es conserva la planta quadrada i part de les bestorres dels angles de planta de mig cercle o tres quarts de cercle. Els paraments que en resten revelen una construcció feta amb pedra petita i amb obertures d'espitlleres.
De l'antiga església romànica del castell, dedicada a la Mare de Déu de la Pietat, resten només l'absis únic i el mur de tramuntana. A partir de les restes conservades i de les fotografies anteriors a l'ensulsiada, sabem que el temple era d'una nau, coberta amb volta de canó sobre arcs torals, i absis semicircular cobert amb volta de quart d'esfera. L'ingrés era al mur sud. L'exterior de l'absis presenta decoració a base de dobles arcuacions cegues separades per lesenes
A l'absis hi havia unes pintures murals, avui conservades fragmentàriament al Museu Nacional d'Art de Catalunya, que representen figures d'apòstols sobre un fons de bandes de colors amb evocacions d'una línia de terra a la part inferior. També hi havia motius vegetals i geomètrics a la finestra de l'absis.